# Dřevěná sakrální architektura na Slovensku

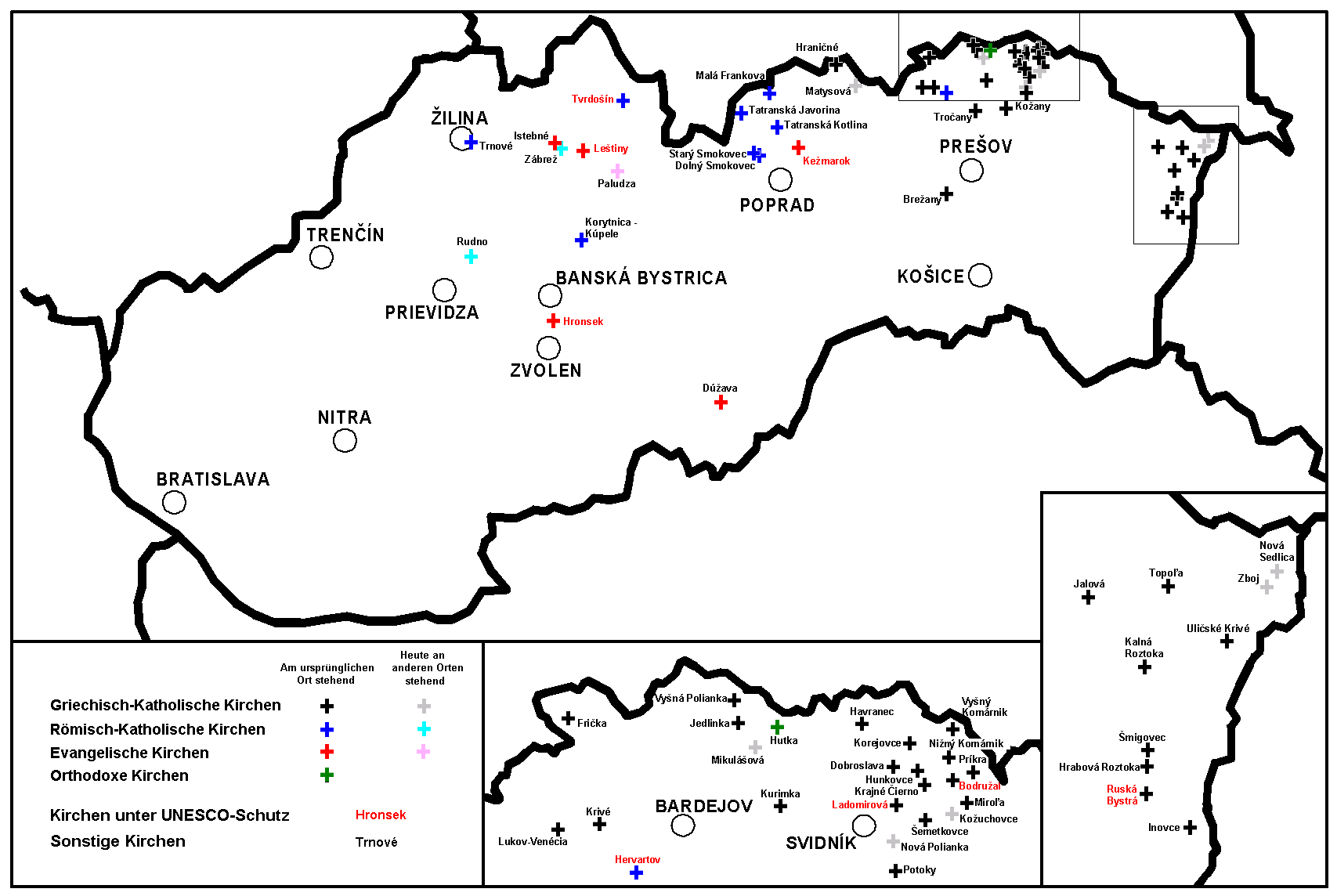
Mapa dřevěných kostelů na Slovensku

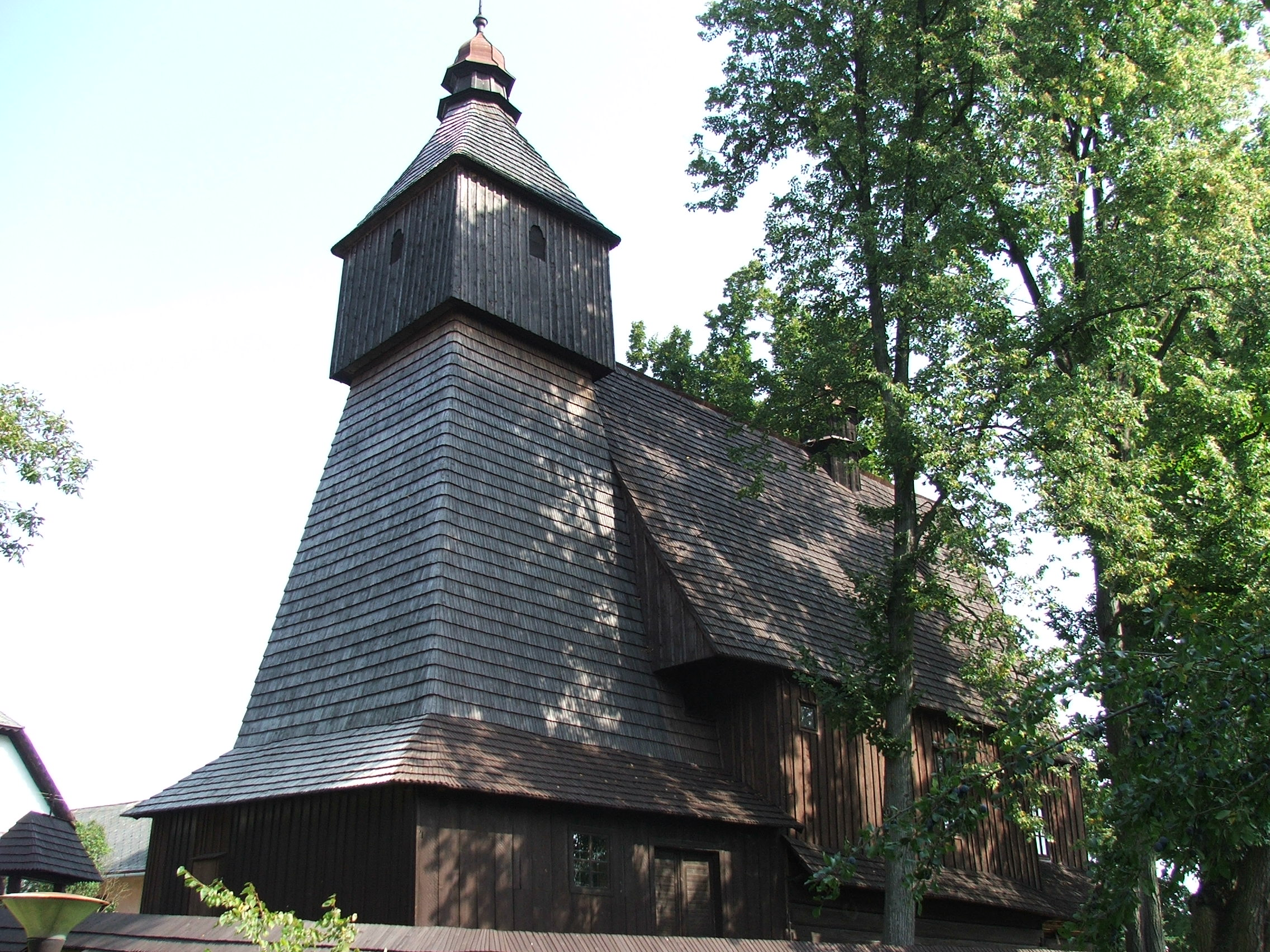
Dřevěný kostel v Hervartově je zapsaný v Seznamu světového kulturního dědictví UNESCO

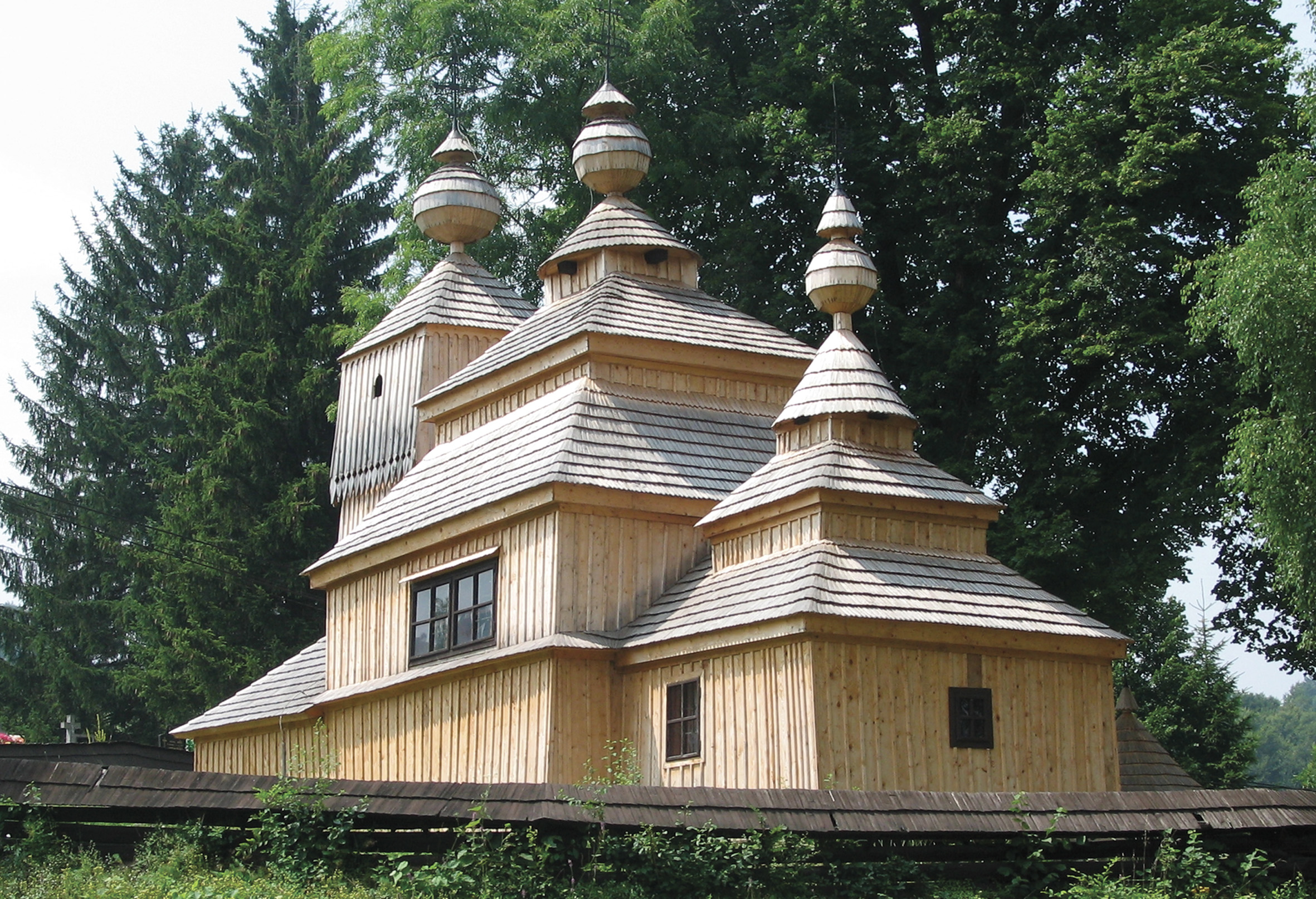
Dřevěný chrám v Bodružalu zapsaný v Seznamu světového kulturního dědictví UNESCO

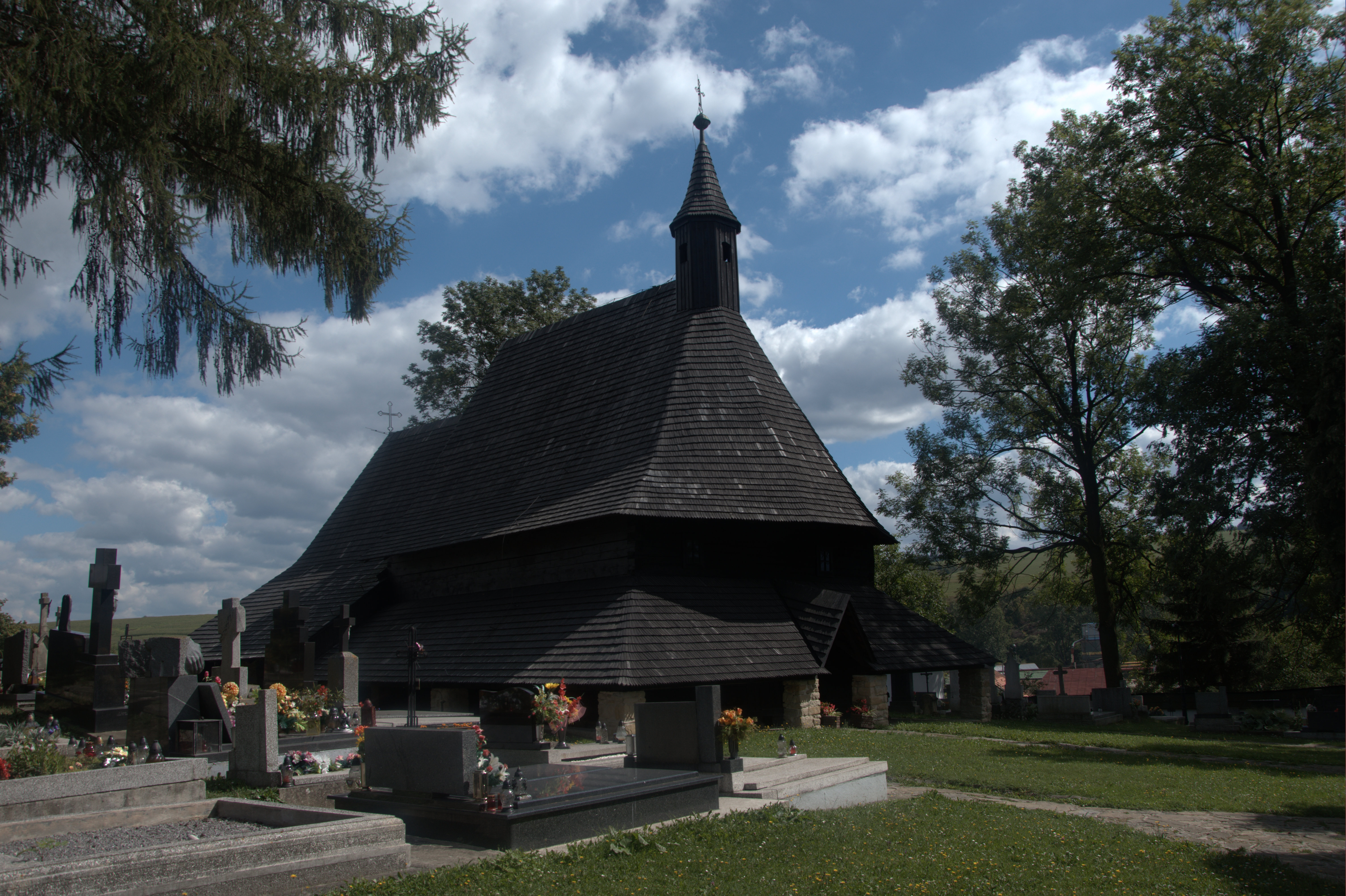
Kostel Všech svatých v Tvrdošíně zapsaný v Seznamu světového kulturního dědictví UNESCO

Dřevěná sakrální architektura je typická pro slovenskou lidovou architekturu. Nachází se především na severovýchodě Slovenska a pochází především z 17. a 18. století. Zvláštností této architektury je, že objekty jsou postaveny výlučně ze dřeva a žádných jiných materiálů. Vyznačuje se originalitou a jedinečným technicko-uměleckým řešením. Na Slovensku se zachovalo 61 těchto staveb.

## Architektura
Základní konstrukce je srubová. Kolem pravoúhlých konstrukcí je možné najít také polygonální konstrukční tvary. Mnohé z nich jsou trojdílné, což symbolizuje Svatou trojici. Tento symbol bývá též zvýrazňován stupňující se výškou věží směrem na západ. Šindelová střecha nese též znaky lidové architektury v podobě tesařsko-řezbářských geometrických ornamentů. V dekoračních prvcích se též používají kovové předměty. Pozornost si zaslouží železné kříže.
Základní součástí je ikonostas (z řečtiny eikon=obraz a statis=stavba), což je vlastně dřevěná stěna s obrazy, která odděluje oltář od ostatní části chrámu. Ikony jsou umístěné v přesném pořadí, jejich počet a kompozice je dopředu daná. Z uměleckého hlediska spojuje ikonostas v sobě architekturu, malbu a dekoraci. Interiér bývá často zdobený nástěnnými a nástropními malbami. Náměty maleb pochází ze Starého a Nového zákona a malíři tak jednoduchými výrazovými prostředky obeznámili lidi s obsahem Bible.
Podle historických pramenů bylo na Slovensku okolo 300 dřevěných sakrálních staveb, ze kterých se zachovalo méně jak 70. 27 z nich bylo v roce 1968 vyhlášeno národní kulturní památkou. Mezi nejstarší kostely patří gotickým slohem ovlivněné římskokatolické chrámy.

## Seznam obcí s dřevěnými sakrálními stavbami

### Řeckokatolické dřevěné kostely
- Bodružal - Chrám sv. biskupa Mikuláše z roku 1658 (NKP, seznam UNESCO)
- Brežany - Chrám sv. evangelisty Lukáše z roku 1727 (NKP)
- Dobroslava - Chrám sv. Paraskevy z roku 1705
- Frička - Chrám sv. Michaela archanděla z roku 1829 (NKP)
- Havranec - Chrám Nanebevstoupení Páně z roku 1946
- Hrabová Roztoka - Chrám sv. Basila Velkého z 50. let 18. století (NKP)
- Hraničné - Chrám Neposkvrněného Početí Přesvaté Bohorodičky sv. Annou z roku 1785 (NKP)
- Hunkovce - Chrám Ochrany Přesvaté Bohorodičky z roku 1799
- Inovce - Chrám sv. Michaela archanděla z roku 1836 (NKP)
- Jalová - Chrám svatého velkomučedníka Jiřího z roku 1792
- Jedlinka - Chrám Ochrany Přesvaté Bohorodičky z roku 1763 (NKP)
- Kalná Roztoka - Chrám sv. Basila Velkéhoz roku 1750 (NKP)
- Korejovce - Chrám Ochrany Přesvaté Bohorodičky z roku 1764 (NKP)
- Kožany - Chrám Setkání Páně se Simeonem z roku 1760 (NKP)
- Kožuchovce - Chrám sv. biskupa Mikuláše z roku 1741 (dnes součást Výschodoslovenského muzea v Košicích)
- Krajné Čierno - Chrám sv. Basila Velkého z roku 1730 (NKP)
- Krivé - Chrám sv. evangelisty Lukáše z roku 1826 (NKP)
- Kurimka - Chrám Ochrany Přesvaté Bohorodičky z roku 1923
- Ladomirová - Chrám sv. Michaela archanděla z roku 1742 (NKP, seznam UNESCO)
- Lukov-Venécia - Chrám sv. Kosmy a Damiána z roku 1708 (NKP)
- Malá Poľana - Chrám sv. biskupa Mikuláše z roku 1759 (přemístěn do Jiráskových sadů, Hradec Králové)
- Matysová - Chrám sv. Michaela archanděla z druhé poloviny 18. století (dnes skanzen v Staré Ľubovni)
- Mikulášová - Chrám Ochrany Přesvaté Bohorodičky z roku 1730 (dnes skanzen v Bradejovských Kúpelech)
- Miroľa - Chrám Ochrany Přesvaté Bohorodičky z roku 1770 (NKP)
- Nižný Komárnik - Chrám Ochrany Přesvaté Bohorodičky z roku 1938 (NKP)
- Nová Polianka - Chrám sv. Paraskevy z roku 1763 (dnes skanzen ve Svidníku)
- Nová Sedlica - Chrám sv. Michaela archanděla z roku 1745 (dnes skanzen v Humenném)
- Potoky - Chrám sv. Paraskevy z roku 1773 (NKP)
- Príkra - Chrám sv. Michaela archanděla z roku 1777 (NKP)
- Ruská Bystrá - Chrám Přenesení ostatků sv. biskupa Mikuláše z roku 1730 (NKP, seznam UNESCO)
- Šemetkovce - Chrám sv. Michaela archanděla z roku 1752 (NKP)
- Šmigovec - Chrám Nanebevstoupení Páně z roku 1755
- Topoľa - Chrám sv. Michaela archanděla z roku 1700 (NKP)
- Tročany - Chrám sv. evangelisty Lukáše z roku 1739 (NKP)
- Uličské Krivé - Chrám sv. Michaela archanděla z roku 1718 (NKP)
- Vyšná Polianka - Chrám sv. Paraskevy z roku 1919
- Vyšný Komárnik - Chrám sv. Kosmy a Damiána z roku 1924
- Zboj - Chrám sv. biskupa Mikuláše z roku 1775 (dnes skanzen v Bardejovských Kúpelech)

### Římskokatolické dřevěné kostely
- Dolný Smokovec - Kostel Nejsvětějšího Spasitele
- Hervartov - Kostel sv. Františka z Assisi (NKP, seznam UNESCO)
- Korytnica-kůpele - Kostel sv. Ondřeje
- Malá Franková - Kostel sv. Josefa
- Rudno - Kostel sv. Štěpána Uherského (dnes skanzen v Martině)
- Starý Smokovec - Kostel Neposkvrněného početí Panny Marie
- Tatranská Javorina - Kostel sv. Anny
- Tatranská Kotlina - Kostel Nanebevzetí Panny Marie
- Trnové pri Žiline - Kostel sv. Jiří
- Tvrdošín - Kostel Všech svatých (seznam UNESCO)
- Zábřež - Kostel sv. Alžběty (dnes skanzen v Zuberci)

### Evangelické artikulární dřevěné kostely
- Dúžava
- Hronsek - Evangelický kostel
- Istebné
- Kežmarok - Kostel Nejsvětější Trojice (NKP, seznam UNESCO)
- Leštiny - Evangelický kostel (seznam UNESCO)
- Paludza (dnes Svätý Kríž)

### Pravoslavné dřevěné kostely
- Hutka - Chrám Narození Přesvaté Bohorodičky z roku 1923
- Medvedie - Chrám sv. velkomučedníka Dimitrije Soluňského z roku 1903
- Ruský Potok - Chrám sv. Michaela archanděla z roku 1740
- Varadka - Chrám Ochrany Přesvaté Bohorodičky z roku 1924